# Козельск
Козе́льск — город в Калужской области Российской Федерации. Административный центр Козельского района. Образует Городское поселение город Козельск. Прославился героической обороной Козельской крепости с марта по май 1238 от монгольского нашествия ханом Батыем по возвращении из похода на Северо-Восточную Русь.
Город воинской славы с 2009 года.

## География
Город расположен на левом берегу реки Жиздра (приток Оки), в 72 км к юго-западу от Калуги. Железнодорожная станция на разветвлении неэлектрифицированных направлений Смоленск — Тула и Смоленск — Мичуринск (частично разобрано).
Преобладает умеренно континентальный климат. Зимы умеренно холодные и продолжительные. Лето тёплое и дождливое. Среднегодовое количество осадков — 623 мм.

## История
Древний центр Козельска — его детинец и посад — находились в крутой петле реки Другуска перед её впадением в Жиздру, при этом «горло» петли прикрывалось довольно большим оврагом. Данное расположение давало городу выгодное стратегическое преимущество.
- 1146 год — первое упоминание о городе (в составе Черниговского княжества). Первым козельским князем был Мстислав Святославич, погибший в битве с монголами на Калке уже в качестве черниговского князя (1223 год).
- 1238 (март—май) — город семь недель оказывал сопротивление монголам. Был сожжён дотла и назван Батыем «Злым городом».

Козельск в составе Карачевского княжества

- Согласно традиционной точке зрения, с 1246 года в составе Карачевского княжества.
- 1365 год — участие Тита Мстиславича Козельского в сражении у Шишевского леса.
- 1480 год — город, находившийся в то время в составе Литвы, был сожжён ханом Ахматом во время возвращения в степь после стояния на Угре в отместку Казимиру IV, не пославшему свои войска для совместного с ордынцами наступления на Москву.
- С 1708 года Козельск — уездный город Козельского уезда Московской губернии, с 1776 года — Калужского наместничества (губернии)[3].
- В 1785 году купец Матвей Брюзгин запускает первую парусно-полотняную фабрику в городе.
- В 1803 году Иван Иванович Пелиссьер создал в Козельске первое в Российской империи лесное училище. Оно предназначалось для обучения дворянских детей, в первый набор вошли тридцать человек.
- С 1929 года город становится районным центром Козельского района Сухиничского округа Западной области (с 1944 года в составе Калужской области).
- В 1931 году на территории монастыря Оптина пустынь, находящегося в 2 км от Козельска, был открыт Дом отдыха имени Горького. В ноябре 1939 года после раздела Польши по приказу Л. Берии[4] НКВД СССР преобразовал дом отдыха в лагерь для военнопленных «Козельск»[5], куда направили около 5000 польских офицеров[6] в ожидании обмена военнопленными между Германией и СССР для возвращения домой.
- 8 октября 1941 года был захвачен немцами, освобождён 1-м гвардейским кавалерийским корпусом 28 декабря 1941 года в ходе Белёвско-Козельской операции битвы за Москву.
- Во время Великой Отечественной войны на территории Оптиной пустыни сначала был госпиталь, в 1944—1945 годах проверочно-фильтрационный лагерь НКВД СССР для возвратившихся из плена советских офицеров, а после войны до 1949 года размещалась воинская часть.
- В 1997 году вблизи Козельска и Оптиной пустыни образован Жиздринский участок национального парка «Угра».
- 5 декабря 2009 года Козельску присвоено почётное звание «Город воинской славы»[7].

## Население
| 1857    | 1859    | 1868    | 1897    | 1913    | 1920    | 1923    | 1926    | 1931    | 1939    | 1959    | 1970    |
| ------- | ------- | ------- | ------- | ------- | ------- | ------- | ------- | ------- | ------- | ------- | ------- |
| 7953    | ↘7530   | ↘7325   | ↘5619   | ↗6358   | ↘3957   | ↗4911   | ↗5707   | ↗5793   | ↗8182   | ↗12 114 | ↗13 026 |
| 1979    | 1989    | 1992    | 1994    | 1996    | 1998    | 2001    | 2002    | 2003    | 2005    | 2006    | 2007    |
| ↗19 789 | ↘19 735 | ↗19 900 | ↗20 200 | ↗20 600 | ↗20 800 | →20 800 | ↘19 907 | ↘19 900 | ↘19 500 | ↘19 300 | ↘19 100 |
| 2009    | 2010    | 2011    | 2012    | 2013    | 2014    | 2015    | 2016    | 2017    | 2018    | 2019    | 2020    |
| ↘18 500 | ↘18 245 | ↘18 200 | ↘17 871 | ↘17 312 | ↘16 694 | ↘16 273 | ↘16 045 | ↗16 370 | ↗16 443 | ↘16 389 | ↗16 427 |
| 2021    | 2023    |         |         |         |         |         |         |         |         |         |         |
| ↗16 759 | ↘16 603 |         |         |         |         |         |         |         |         |         |         |

На 1 января 2025 года по численности населения город находился на 734-м месте из 1124 городов Российской Федерации.

## Экономика
В городе работает Козельский механический завод, производящий фургоны, специальные автомобили на шасси ГАЗ, ЗИЛ, ВАЗ, КамАЗ; а также стекольный, кирпичный (не действует), консервный (закрыт), молочный, деревообрабатывающий заводы и три завода по производству асфальта.
В районе Козельска размещается 28-я гвардейская ракетная дивизия РВСН. Две трети населения Козельска так или иначе связано с ракетной дивизией.

## Транспорт
- Однопутная неэлектрифицированная линия Смоленск — Тула с ответвлением на Белёв. Железнодорожные станции Козельск и Тупик.
- Автомобильная дорога на Калугу
- Автомобильный выход на автодорогу М3 «Украина»

С городского автовокзала ежедневно отправляются междугородние автобусы в Калугу, Москву и раз в два дня в Воронеж. Город также связан пригородным автобусным сообщением с некоторыми населёнными пунктами района и соседним райцентром Сухиничи.
Внутригородское автомобильное движение — небольшое, лишь три перекрёстка оборудованы светофорами.

## Образование
В городе 4 школы. Самая большая из них — это средняя общеобразовательная школа № 1 на улице Чкалова, в которой обучаются около 775 учеников.

## Достопримечательности

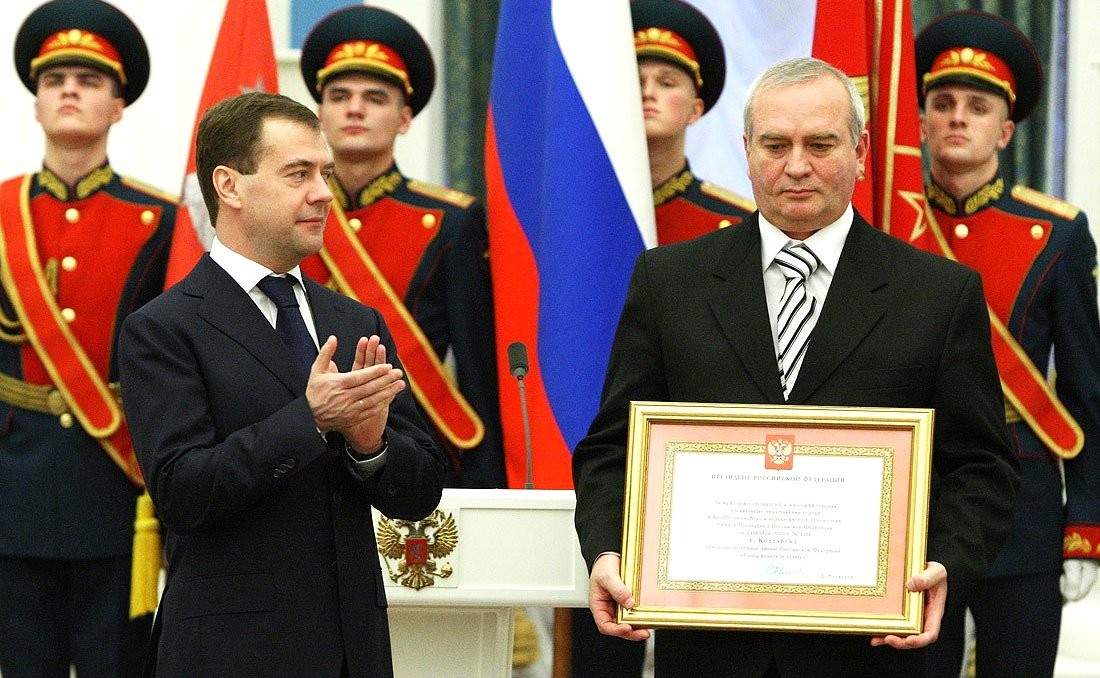
Вручение Грамоты о присвоении городу почётного звания «Город воинской славы». 12 января 2010 года

- Каменные купеческие особняки XIX века
- Стела «Город воинской славы»
- Детский парк «Три богатыря»
- Усадьба Березичи в 6 км от города (в руинированном состоянии)
- Урочище, где остановился ледник и сохранились доледниковые реликтовые растения.
- Успенский собор (1777)
- церковь Благовещения (1810)
- Свято-Введенский мужской монастырь Оптиной Пустыни;
- Казанская Амвросиевская Шамординская горняя пустынь (женский монастырь)
- Спаса Нерукотворного пустынь (мужской монастырь)
- Храм Богоявления Господня (Козельск)

С 2009 года в городе ежегодно проводится международный конкурс-фестиваль славянской народной песни «Оптинская весна», ставший ярким и самобытным песенным брендом Козельска и Калужской области.

## Козельские музеи
«Дом природы»
Большая Советская ул., д. № 71
Музей существует с 1979 года. Основателем является В. А. Самойлов, которому в 2001 году в День города было присвоено звание «Почётный гражданин города Козельска».
Неприметное с фасада двухэтажное здание, расположенное в центре Козельска, со двора привлекает своей яркостью, весёлыми картинками и поделками.
Внутри можно найти две красиво сделанные диорамы, на которых деревья различных пород, чучела птиц на деревьях, на сухом мхе и траве красивые искусственные грибы и чучела животных. Всё это постепенно переходит в живописную картину природы, нарисованную на стене. На первом этаже помещения расположился «живой уголок» — животные и птицы. Здесь собраны в основном представители животного мира с местных полей и лесов. Аквариумы с красивыми рыбками и не только декоративными, но также и хищниками. В красиво и живописно оборудованных, просторных клетках живут птицы. По соседству разместились белки, совы, еноты, черепахи, голуби, хомячки, кролики всевозможных пород. На улице за сеткой — декоративные куры. Во дворе выращивали цветы.
Ранее здесь работали разные кружки, а сейчас экспозиция пополнилась выставками работ дружественных домов творчества — глиняные игрушки, живописные картины, все самые лучшие поделки, сделанные юными жителями Козельска и преподнесенными в дар Дому природы.
На втором этаже ботанический раздел экспозиции. Редкие растения, цветущие кактусы.
Единственный музей животных в Калужской области.
Музейно-краеведческий комплекс «Дом Цыплаковых»
Большая Советская улица, д. № 75
Музей основан в 1957 году и имеет два здания: старое, за церковью Сошествия Святого Духа, и новое, открытое в 2006 году, в котором находится диорама «Оборона Козельска в 1238 году», созданная художником Н. А. Ращектаевым в 1987—1988 годах. Здесь же демонстрируется 15-минутный фильм об этой обороне.
Музей леса
Музей открыт в 2001 году.

## Нумизматика

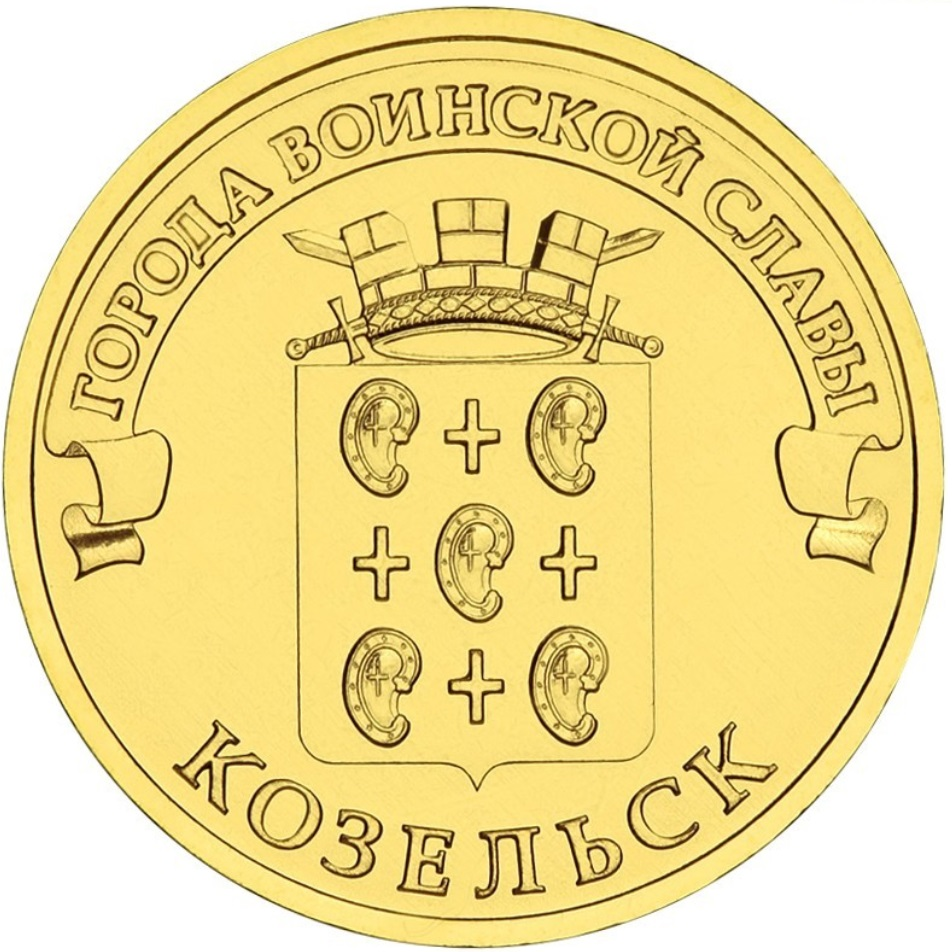
Памятная монета Банка России номиналом 10 рублей (2013) из серии «Города воинской славы»

20 июля 2020 года Центральный банк Российской Федерации выпустил в обращение монету из недрагоценного металла номиналом 10 рублей «г. Козельск, Калужская область» серии «Древние города России». До этого Центробанк выпустил памятную монету номиналом 10 рублей из серии «Города воинской славы», на реверсе которой изображён герб города Козельска.

## Жители Козельска и люди, связанные с городом
Жителей города называют козе́льцами или козельча́нами.
- Бирюков, Александр Андреевич (1937—2018) — советский и российский государственный и хозяйственный деятель.
- Брюзгин, Дмитрий Васильевич (1775—1841) — мануфактур-советник, потомственный почётный гражданин, козельский Городской голова
- Дмитриев, Василий Поликарпович (1901—1967) — гвардии генерал-майор артиллерии, участник Сталинградской битвы
- Ильин, Владимир Александрович (1928—2014) — действительный член РАН, дважды лауреат Государственной премии СССР
- Воейков, Владимир Васильевич (1873—1948) — русский художник
- Шевцова, Татьяна Викторовна (род. 1969) — заместитель министра обороны РФ
- Митя Козельский (1865—1929) — русский юродивый, пользовавшийся расположением и доверием императора Николая II и императрицы Александры Фёдоровны. Противник Григория Распутина.